# CS日本
株式會社CS日本（日語：シーエスにっぽん）是日本電視台所有的一家衛星電視企業，提供收費衛星電視服務。該公司創建於2001年3月27日。2015年11月2日，該公司從日本電視台麴町分室搬遷至日本電視台大廈。

## 外部連結
- CS日本 WEBSITE （页面存档备份，存于）